# Зорко Анатолій Єгорович
Анато́лій Єго́рович Зо́рко (4 лютого 1956, с. Андроники, Корюківський район, Чернігівська область) — український живописець. Заслужений художник України (2004). Член Національної спілки художників України (1992).

## Життєпис
Народився 4 лютого 1956 року в селі Андроники на Чернігівщині.
У 1976 році закінчив Київський будівельний технікум за спеціальністю архітектура.
1991 року закінчив Київський художній інститут (майстерня О. Лопухова), 1995 ― асистентуру-стажування Української академії мистецтв (керівник професор Т. Голембієвська).
З 1995 року працював старшим викладачем, з 2000 — доцент кафедри живопису і композиції НАОМА.
З 1987 бере участь у міських, республіканських та зарубіжних художніх виставках, всеукраїнських та міжнародних пленерах. Перший український художник, чия персональна виставка 2001 року відбулася у Сеулі (Південна Корея). Персональні виставки в київських галереях «Митець» (2004), «Шарм» (2006), в м. Ханчжоу, Китай (2009)
Твори майстра зберігаються в фондах Міністерства культури України, Донецькому, Черкаському та Севастопольському художніх музеях, Маріїнському палаці у Києві, приватних колекціях в Україні та за кордоном (США, Франція, Італія).

## Творчість
Улюблена техніка художника — олійний живопис. Працює в жанрі пейзажу, натюрморту, портретного та історичного живопису.
Вибрані твори: «Замело» (1990), «Спас», «Остання дорога. Чумаки», «Тиха долина» (усі — 1991), триптих «День янгола» (1992), «Невинно убієнні Борис і Гліб» (1993), «Пам'яті Івана Гонти», «Вдови» (обидва — 1995), «Подих грози» (1997), «Дівчина у блакитному» (1998), «Натюрморт», «Рання весна» (обидва — 2002), «Сили небесні» (2005), «Сонце низенько», «Місячна мелодія», «Околиця Херсонеса», «Останні промені», «Будинок під сонцем», «Соколине», «Осінній натюрморт» (усі — 2006); серія «Кримський пейзаж» (2000—2008).

## Відзнаки
- Заслужений художник України (2004).
- Лауреат мистецької премії «Київ» у галузі образотворчого мистецтва ім. Сергія Шишка (2004).
- Грамота Верховної Ради України за заслуги перед Українським народом (2005).
- Срібна медаль Академії мистецтв України (2007).
- Почесна відзнака Міністерства культури і туризму України «За досягнення в розвитку культури і мистецтв» (2007).
- Золота медаль Національної академії образотворчого мистецтва і архітектури (2016)[2].
- Відзнака Міжнародного Академічного Рейтингу «Золота Фортуна» ― медаль «Народна шана українським науковцям» (2019)[3].